# アーサー・ジョーンズ
アーサー・ジョーンズ（Arthur Jones、1940年 - 1998年）は、非常にエネルギッシュでありながら温かみのある音色で知られるアメリカのフリー・ジャズ・アルトサックス奏者。
ジョーンズはアメリカのクリーブランドで生まれ、ロックンロール・バンドで数年間演奏した。オーネット・コールマンやエリック・ドルフィーの音楽に目を開かされた後、ニューヨーク・シーンに登場するようになり、フランク・ライトのグループで演奏し、アルバム『ユア・プレイヤー』（1967年）のレコーディングに参加した。その後、ジャック・クールシルとも共演。1968年にはサニー・マレイのアコースティカル・スウィング・ユニットのメンバーを務め、1969年にパリへ赴き、アート・アンサンブル・オブ・シカゴからのほとんどのミュージシャンと共演した『アフリカナジア』など、リーダーとして2枚のアルバムを録音した。また、ジャック・クールシン、アーチー・シェップ、サニー・マレイ、バートン・グリーンとともに、BYGアクチュエルのために他にも数多くのレコーディングを行っている。彼はアメリカ・ニューヨークで亡くなった。

## ディスコグラフィ

### リーダー・アルバム
- 『アフリカナジア』 - Africanasia (1969年、BYG Actuel) ※with クロード・デルクルー[4]
- 『スコーピオ』 - Scorpio (1971年、BYG Actuel)[5]

### 参加アルバム
- フランク・ライト : 『ユア・プレイヤー』 - Your Prayer (1967年、ESP-Disk)
- デイヴ・バーレル : 『エコー』 - Echo (1969年、BYG Actuel)
- サニー・マレイ : 『アフリカへの捧げもの』 - Homage to Africa (1969年、BYG Actuel)
- クリフォード・ソーントン : 『ケチャウア』 - Ketchaoua (1969年、BYG Actuel)
- サニー・マレイ : Sunshine (1969年、BYG Actuel)
- ジャック・クールシン : 『ウェイ・アヘッド』 - Way Ahead (1969年、BYG Actuel)
- アーチー・シェップ : 『ヤスミナ、ア・ブラック・ウーマン』 - Yasmina, a Black Woman (1969年、BYG Actuel)
- バートン・グリーン : 『アクアリアーナ』 - Aquariana (1969年、BYG Actuel)
- ジャック・クールシン : Black Suite (1971年、BYG Actuel)
- アーチー・シェップ : Bijou (1975年、Musica)